# 李伯溫
李伯溫（？—1227年），金朝末年、元朝初年北京路义州（今辽宁义县）人。李守賢、李守忠、李守正的从兄，《元史》误作李守贤之孙、李彀之子。
1214年，锦州张致叛蒙，国王木华黎命李伯溫的哥哥李伯通前去攻打，大战城北，李伯通战死。李伯温行平阳元帅府事，镇守青龙堡，专任东征。知平阳已经陷落，弟李守忠被擒获，李伯溫选骁勇拒守，1227年，金军精锐来攻，守兵趁夜多逃走，李成开水门引金兵入城，李伯温登堞楼，对左右说：“吾兄弟仗节拥麾，受方面重任，现在不幸失利，当以死报国。我弟弟已被擒，我不可再辱，你等应该各自逃生。”士卒都犹豫不忍离去，李伯温于是拔剑杀家属，投井中，以刀刃插在柱子上，刺心而死。金兵登楼，见李伯温抱柱如生，无不嗟叹。